# Delfinoteràpia

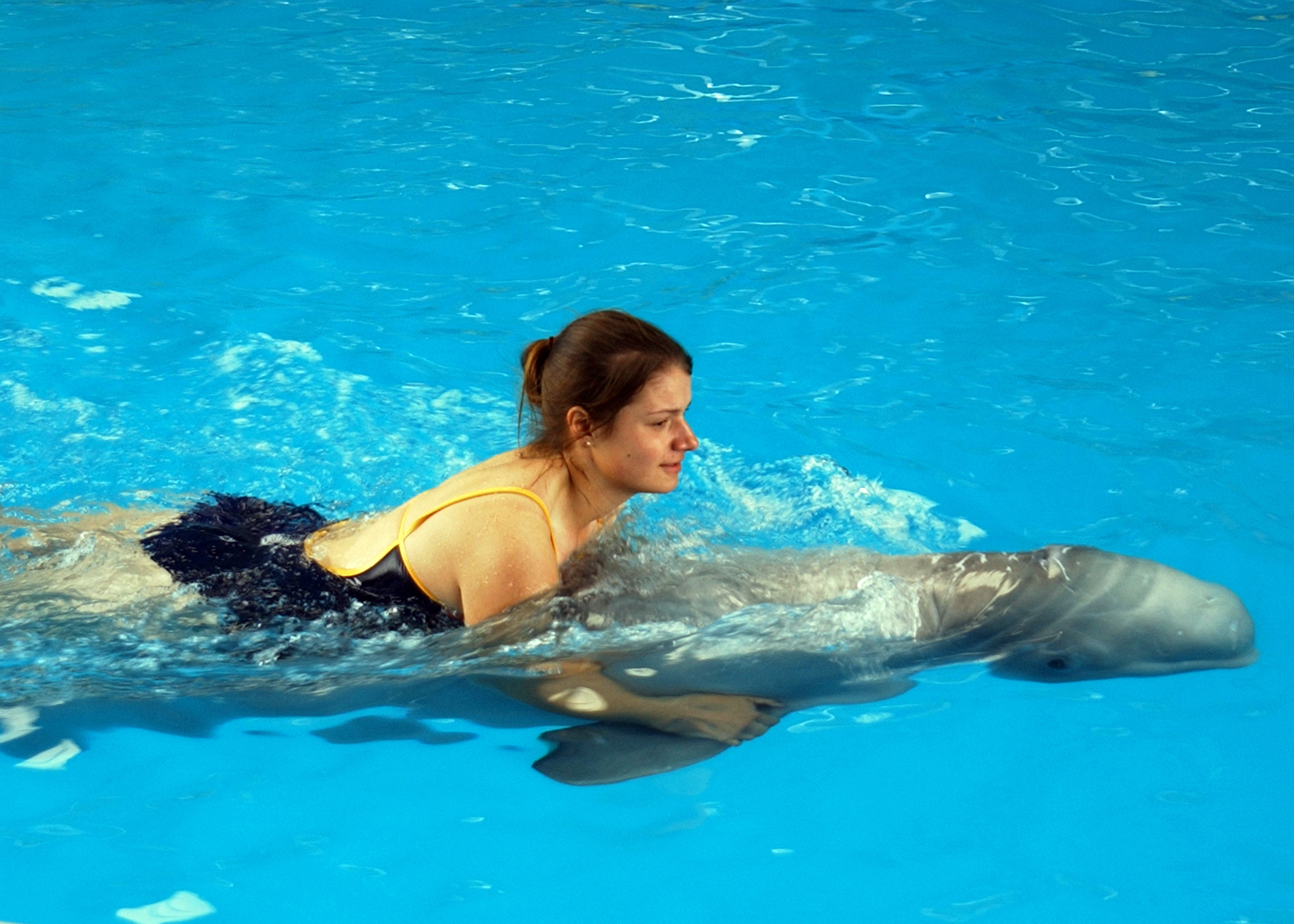
Dona nedant amb un dofí

La delfinoteràpia és el tractament de determinades malalties amb ajuda d'un dofí, principalment Tursiops truncatus.

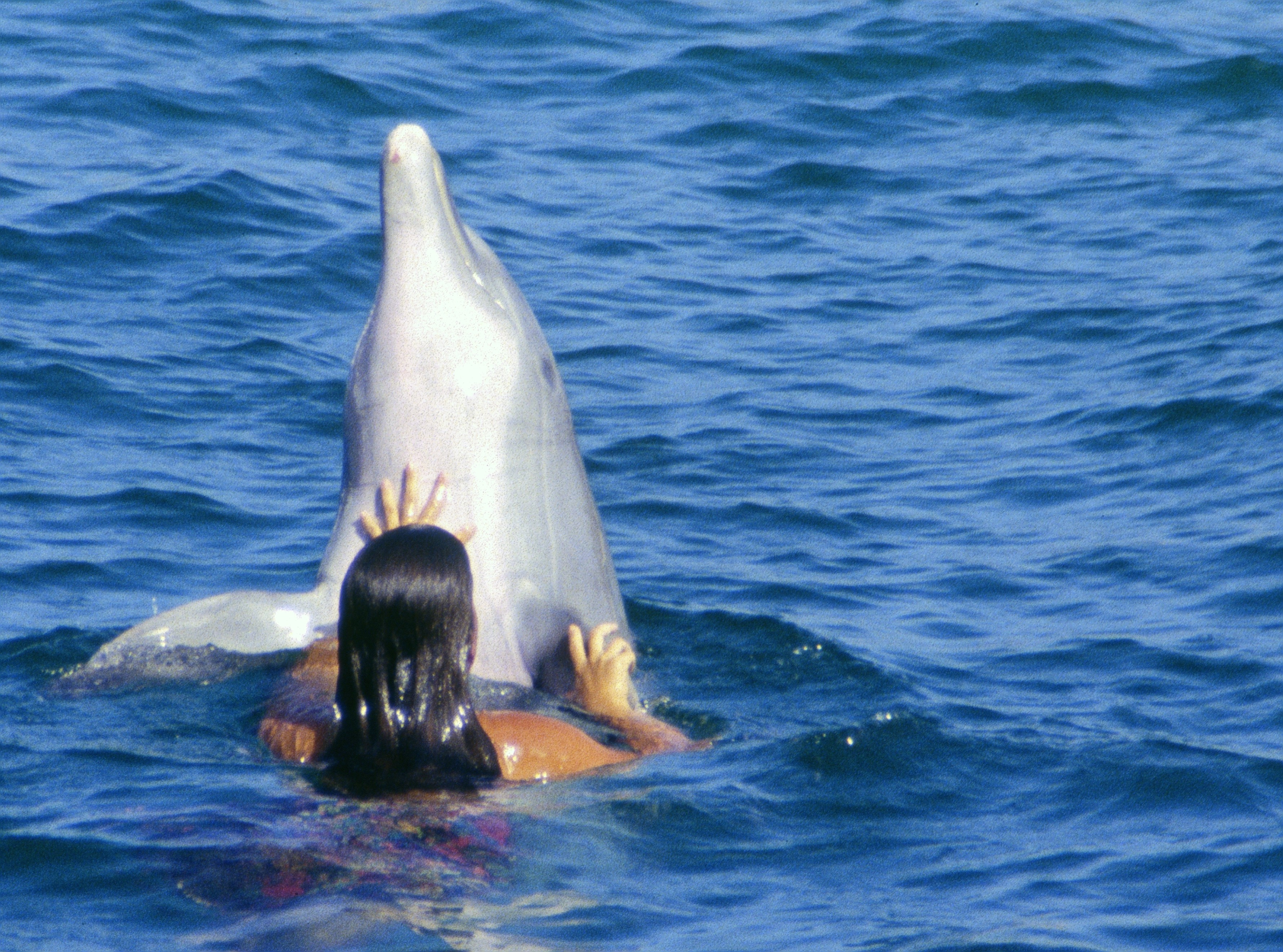
Jove amb dofí

## Orígens
Els orígens de la delfinoteràpia remunten a la dècada dels 50, quan el metge i psicoanalista John Lilly, estudiós de l'anatomia i sistema neurològic d'aquests mamífers, va adonar-se de la influència que tenien sobre la psique humana, sobretot en la seva part més emocional, ja que proveeixen energia i optimisme de manera natural.
La tasca de Lilly i d'altres investigadors que varen treballar amb ell va consistir a intentar d'establir una comunicació recíproca entre l'ésser humà i el dofí, basant-se fonamentalment en el fet que aquests animals són capaços de comunicar imatge via els sons que emeten. John Lilly, en definitiva, va mostrar al món que els dofins són éssers intel·ligents i que es poden "connectar" psicològicament amb l'ésser humà.

## Els dofins en processos d'aprenentatge
Els espectacles amb dofins són sempre impressionants. No sols per les proeses que són capaços de realitzar, sinó per l'alegria que transmeten als espectadors. L'experiència de nadar amb un dofí és descrita per aquells que l'han viscut com una de les més gratificants de la seva vida. Per aquest motiu, molts metges han decidit de recórrer a aquests animals per alleujar trastorns nerviosos, sobretot en nens, amb els quals és més difícil de tractar quan ets adult.
De fet, s'ha comprovat que els resultats són molt positius amb nens amb síndrome de Down i autistes, ja que milloren la seva capacitat per a prestar atenció, fet que influeix en una optimització dels processos d'ensenyament. Els monitors premien als petits en les tasques d'aprenentatge amb la possibilitat d'entrar en contacte amb els dofins.
Els nens entren a l'aigua i els terapeutes els permeten nadar amb els dofins, acariciar-los, participar en jocs, etc. Aquest reforç positiu és tan gran pel nen, que augmenta la seva atenció i la seva capacitat de comunicació. Els dofins són capaços de donar molt per molt poc, sobretot perquè tenen una sensibilitat i intel·ligència inigualable en la naturalesa.
Austràlia és un dels països més avançats en teràpies amb dofins aplicades a nens disminuïts psíquics. Molts centres australians de salut treballen amb èxit gràcies a la dofiteràpia, encara que també es coneixen centres a Mèxic, Estats Units i Argentina, entre d'altres.

## Algunes hipòtesis
Encara que no s'ha comprovat científicament, alguns terapeutes consideren que els sons que emet un dofí entrenat són capaços, a més, d'estimular el sistema nerviós i el cervell humà, un efecte que és molt més representatiu en menors d'edat. Es tracta d'una hipòtesi que dia a dia pren força en virtut dels bons resultats que s'obtenen en diversos centres de dofiteràpia repartits per tot el món.
Pacients infantils tractats amb dofins han millorat la seva capacitat motora gràcies als exercicis a l'aigua, a més d'augmentar la seva capacitat de comunicació, i guanyar en independència, serenitat i cooperació. Els metges, malgrat això, insisteixen en el fet que aquests animals no són capaços de guarir o erradicar la malaltia, sinó que aconsegueixen d'afavorir certes millores que permeten certs progressos i avenços.

## Altres aplicacions i alguns mètodes de tractament
Els dofins no solament són capaços d'ajudar els nens. Molts especialistes atribueixen a aquests animals poders terapeutics també en adults, i efectes positius en la majoria de malalties molt diverses, entre les quals la depressió, l'autisme, la paràlisis cerebral, problemes motors, auditius i de visió, i fins i tot el càncer.
Normalment la forma de tractament més habitual és amb els banys de contacte, mitjançant exercicis, carícies i altres expressions de manyagueria que el dofí i el pacient es professen espontàniament. Aquests contactes permeten d'augmentar l'optimisme, pacificar ment i esperit, augmentar la seguretat i la confiança, així com desblocar les fonts de por.
Encara que és una teràpia coneguda i reconeguda per molts científics, altres metges i especialistes consideren que els seus resultats són molt més limitats del que es creu i que els dofins no tenen facultats miraculoses que poden eliminar les malalties. Un altre inconvenient és que moltes vegades la millora del pacient depèn de com aquest es lliuri al contacte amb aquests animals, per no mencionar l'alt cost econòmic d'aquestes teràpies.
Abans que tot, hem de tenir en compte que no és una medicina alternativa, sinó complementària a una altra sèrie de recursos mèdics que, en conjunt, és quan produeixen bons resultats.